# Croix de Sirod
La croix de Sirod est une croix située à Sirod dans le Jura, en France. Appelée usuellement "Croix des rogations" elle est entretenue par l'ASEP (Associatio Sorotière d'Entretien du Patrimoine*

## Présentation
La croix date du XVIe siècle et est inscrite au titre des monuments historiques depuis 1933.